# 薩摩川内市立東郷中学校
薩摩川内市立東郷中学校（さつませんだいしりつ とうごうちゅうがっこう）は、鹿児島県薩摩川内市東郷町斧渕にあった市立中学校。
2019年4月1日、薩摩川内市立東郷小学校と統合し、薩摩川内市立東郷学園義務教育学校へ移行した。

## 概要
旧東郷町の区域に1963年以降唯一所在している中学校である。2016年5月1日現在で全校生徒158名、各学年1学級又は2学級で構成されており、特別支援学級が1学級設置されている。
東郷中学校は1947年に上東郷村立東郷中学校として開校し、1948年には南瀬及び山田を通学区域とする上東郷村立東郷東中学校が東郷中学校より分離し、翌1949年には藤川を通学区域とする上東郷村立藤川中学校が分離したが、1963年に再び三中学校は統合された。統合後の2年間は東郷教場、東郷東教場、藤川教場の三教場に分かれて授業を行ったが、1965年に新校舎が完成し教場は廃止され現在に至る。
2016年には薩摩川内市教育委員会からコミュニティ・スクールに指定された。2017年には校区内の5つの小学校が東郷小学校一校に統合。2019年には東郷小学校と東郷中学校が統合され、施設一体型の小中一貫校（仮称）東郷学園義務教育学校が新設開校した。

## 沿革
- 1947年（昭和22年）5月2日 - 上東郷村立東郷中学校として東郷小学校の教室を借りて開校。
- 1948年（昭和23年）4月1日 - 上東郷村立東郷東中学校が新設分離。
- 1949年（昭和24年）4月1日 - 上東郷村立藤川中学校が新設分離。
- 1952年（昭和27年）12月1日 - 上東郷村が町制施行し、東郷町となったのに伴い、東郷町立東郷中学校、東郷町立東郷東中学校、東郷町立藤川中学校に改称。
- 1963年（昭和38年）4月1日 - 東郷中学校、東郷東中学校、藤川中学校の三中学校を統合し、東郷町立東郷中学校として開校する。三教場に分かれて運営。
- 1965年（昭和40年）3月26日 - 三教場を閉鎖し、新校舎へ移転。
- 1965年（昭和40年）10月28日 - 屋内体育館、校門完成
- 1969年（昭和44年）6月30日 - 川内川の氾濫のため屋体床上浸水。
- 1975年（昭和50年）1月1日 - 東郷中学校校旗制定。
- 2004年（平成16年）10月12日 - 東郷町が川内市などと新設合併し、薩摩川内市となったのに伴い、薩摩川内市立東郷中学校となる。
- 2019年（平成31年）4月1日 - 閉校[3]。薩摩川内市立東郷小学校と統合し、薩摩川内市立東郷学園義務教育学校へ移行

以上の記述は沿革・概要に基づく。

## 部活動
- 野球部
- バスケットボール部
- サッカー部
- ソフトテニス部
- バレーボール部
- 吹奏楽部
- 駅伝部

## 通学区域
東郷中学校の通学区域には以下の大字の区域が指定されており、通学区域は旧東郷町の区域と同一である。
| - 東郷町斧渕 - 東郷町藤川 - 東郷町山田 | - 東郷町南瀬 - 東郷町宍野 - 東郷町鳥丸 |

## 著名な関係者

### 出身者
- 前園真聖（サッカー選手）